# Денисенко, Владимир Алексеевич
Владимир Алексеевич Денисенко (14 мая 1945 — 10 июня 1997) — партийный руководитель, первый секретарь Свердловского горкома КПСС (1990—1991).

## Биография
Родился в селе Холмово Черевковского района Архангельской области.
В 1952—1953 гг. учащийся 1 класса средней школы г. Салехарда Тюменской области. В 1953—1962 гг. учащийся средней школы пос. Буланаш Артемовского района Свердловской области.
В сентябре 1962 — октябре 1964 гг. студент математико-механического факультета Уральского государственного университета; с III курса призван на службу в Советскую Армию. В ноябре 1964 — сентябре 1967 гг. на службе в Советской Армии инструктор по комсомольской работе воинских частей № 2177, № 9548 в войсках Восточного пограничного округа КГБ при Совете Министров СССР в г. Алма-Ате и Семипалатинской области. В сентябре 1967 — июле 1970 гг. студент математико-механического факультета Уральского государственного университета; механик по специальности «механика».
С августа 1970 г. младший научный сотрудник Свердловского филиала Научно-исследовательского института резиновой промышленности.
С ноября 1971 г. — второй секретарь, с февраля 1973 г. — первый секретарь Чкаловского райкома ВЛКСМ г. Свердловска.
С октября 1975 г. на Свердловском шинном заводе — начальник отдела научной организации труда, с декабря 1975 г. — начальник камерного цеха.
С ноября 1976 г. секретарь Чкаловского райкома КПСС г. Свердловска по идеологии. В сентябре 1979 — июне 1981 гг. слушатель Свердловской высшей партийной школы. С августа 1981 г. секретарь по идеологии, с сентября 1983 г. второй секретарь Чкаловского райкома КПСС г. Свердловска. С сентября 1985 г. заведующий организационным отделом Свердловского горкома КПСС. С декабря 1987 г. заместитель заведующего отделом организационно-партийной работы Свердловского обкома КПСС. С декабря 1988 г. заместитель заведующего отделом организационно-партийной и кадровой работы Свердловского обкома КПСС. С мая 1990 г. первый секретарь Свердловского горкома КПСС.
С ноября 1991 г. директор по кооперации ТОО «Уральская промышленно-торговая компания» (г. Екатеринбург). С апреля 1993 г. во Внешнеэкономическом объединении «Внешинторг» (с мая 1994 г. АООТ «Внешинторг») коммерческий директор представительства в г. Екатеринбурге, с ноября 1994 г. руководитель представительства в г. Екатеринбурге. С апреля 1996 г. первый заместитель генерального директора АОЗТ «Торговый дом „Маяк Урала“» (г. Екатеринбург). С августа 1996 г. заместитель генерального директора АО «Уралнефтемаш» (г. Екатеринбург).
Скончался 10 июня 1997 года в Екатеринбурге. Похоронен на Широкореченском кладбище Екатеринбурга.

## Награды
- Медаль «Двадцать лет победы в Великой Отечественной войне 1941—1945 гг.» (1965);
- Почётная грамота Свердловского горкома КПСС за большую работу по коммунистическому воспитанию трудящихся (1979).

## Электронные информационные ресурсы
- Биография В. А. Денисенко в Свободной энциклопедии Урала
- Список градоначальников Екатеринбурга
- Надгробие В. А. Денисенко на Широкореченском кладбище Екатеринбурга